# Handelscentrum Strausberg
Das Handelscentrum Strausberg ist ein Einkaufszentrum in Strausberg. Das Einkaufszentrum ist das größte im Landkreis Märkisch-Oderland und wird von der  Hilee Strausberg GmbH betrieben.

## Geschichte
Das Center besteht seit dem Jahr 1990 und wurde in den Jahren 1999 bis 2007 in vier Bauabschnitten umstrukturiert. Der erste Bauabschnitt wurde im November 1999 fertiggestellt. Dabei entstanden der Eingangsbereich mit dem großen Eingangstor sowie zwei Gebäude mit 1.350 m² Handelsfläche. Im Mai 2000 wurde der zweite Bauabschnitt mit 2.650 m² Verkaufsfläche fertiggestellt. Ein Jahr später im Januar 2001 begann man mit dem dritten Bauabschnitt. Der vierte und letzte war auch gleich der größte Bauabschnitt des gesamten Centers. Es wurden ca. 5.400 m² Handelsfläche neu geschaffen. Im Jahr 2007 war die bauliche Umstrukturierung abgeschlossen. Das Center wurde zum 1. Juli 2015 vom bisherigen Eigentümer an die TLG Immobilien AG verkauft. Am Abend des 22. Juni 2019 kam es im Handelscentrum Strausberg zu einem Großbrand. Der niedergebrannte und später zurück gebaute Bereich wurde bis heute (Stand Ende 2024) nicht wieder aufgebaut.

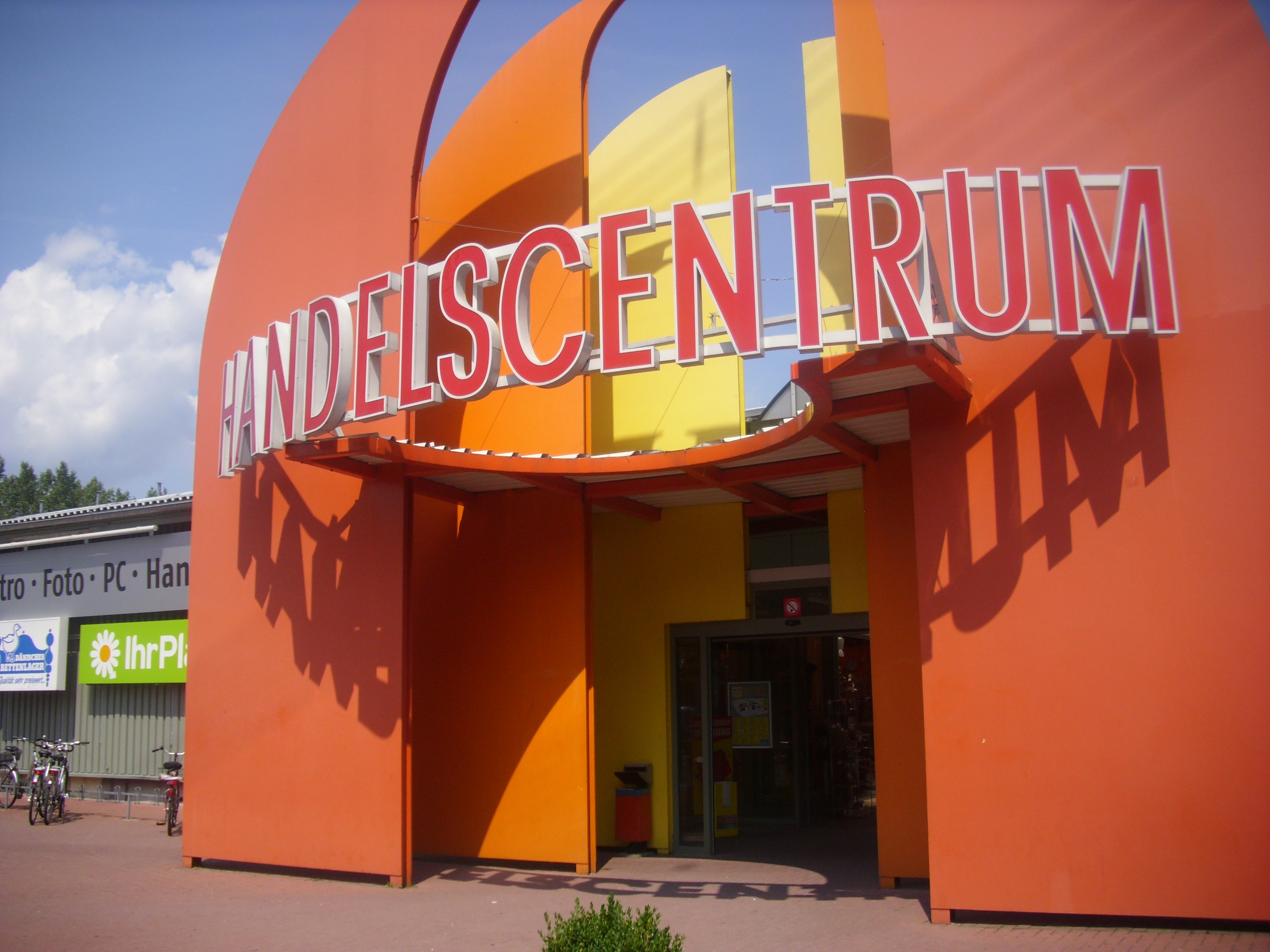
Haupteingang
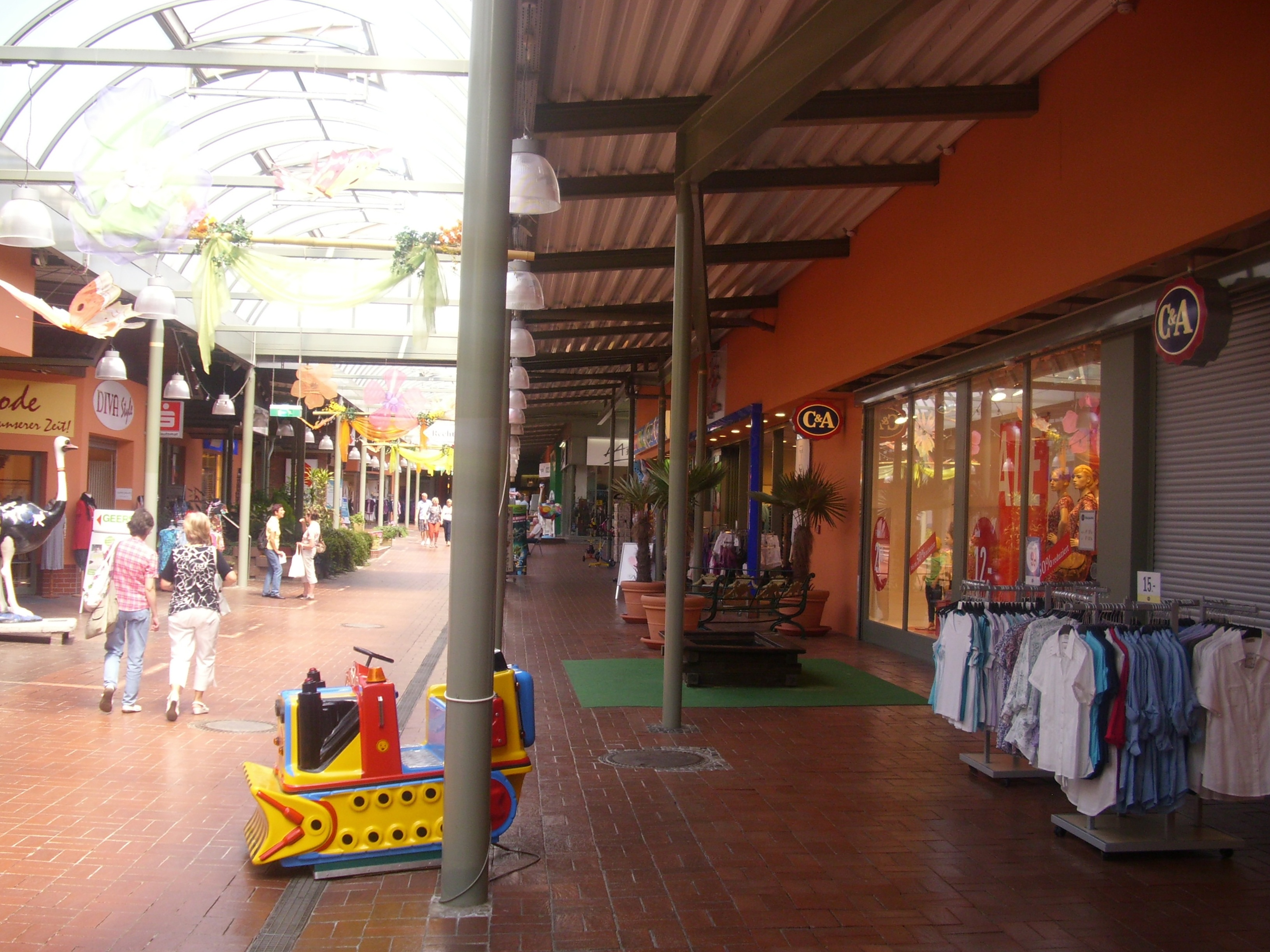
Im Handelscentrum
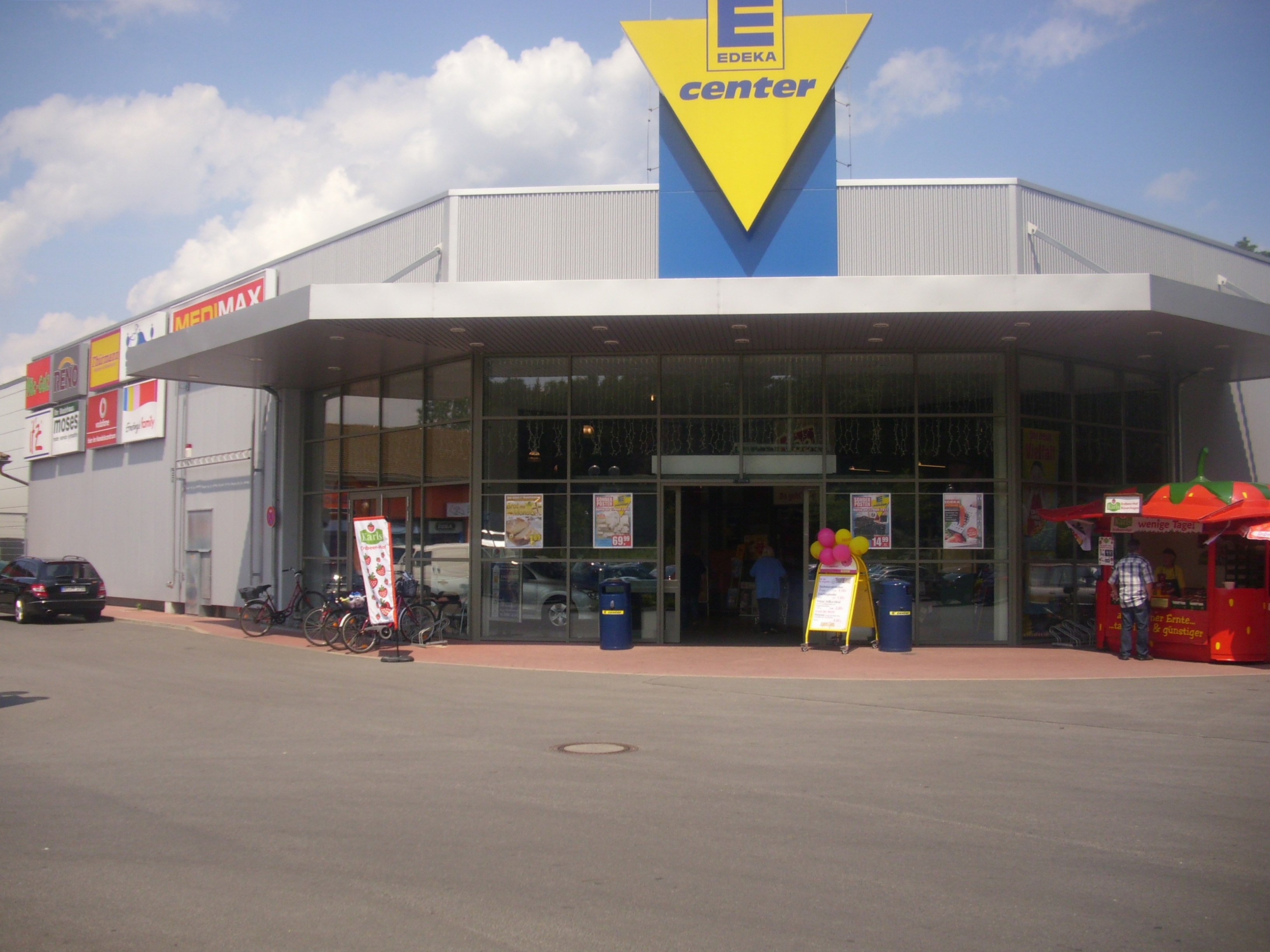
EDEKA Center
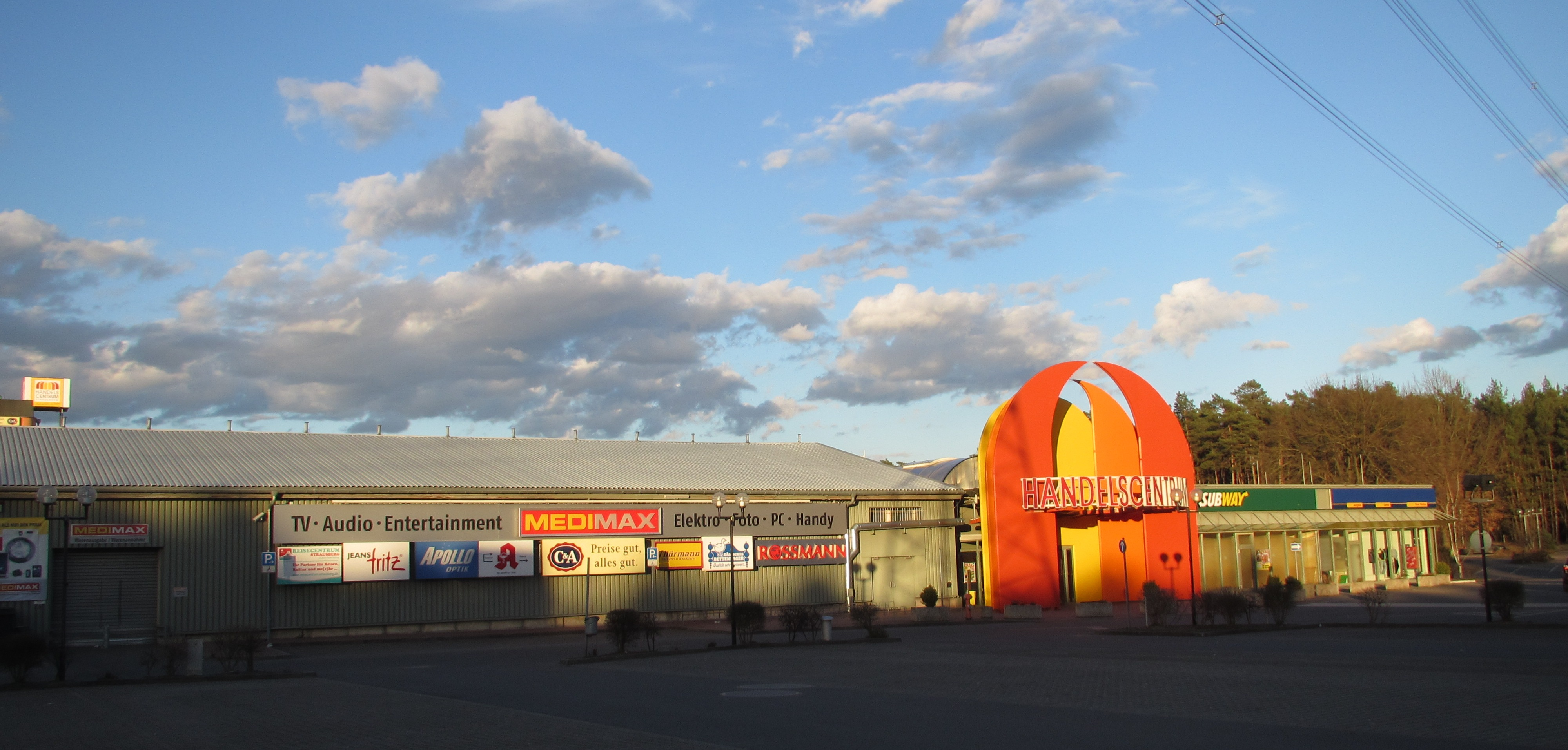
Parkplatz

Zum Jahreswechsel 2021/2022 wurde das Einkaufscenter von der TLG Immobilien AG verkauft. Neuer Eigentümer ist eine Tochterfirma der Düsseldorfer Interra Immobilen AG. Stand 2025 ist die Eigentümergesellschaft Hilee Strausberg GmbH (vormals Hilee Vorrats GmbH) laut Webseitenimpressum Eigentümerin des Handelszentrum.